# Оберштайнебах
Оберштайнебах (нім. Obersteinebach) — громада в Німеччині, розташована в землі Рейнланд-Пфальц. Входить до складу району Альтенкірхен. Складова частина об'єднання громад Фламмерсфельд.
Площа — 3,32 км2. Населення становить 230 ос. (станом на 31 грудня 2020).

## Галерея

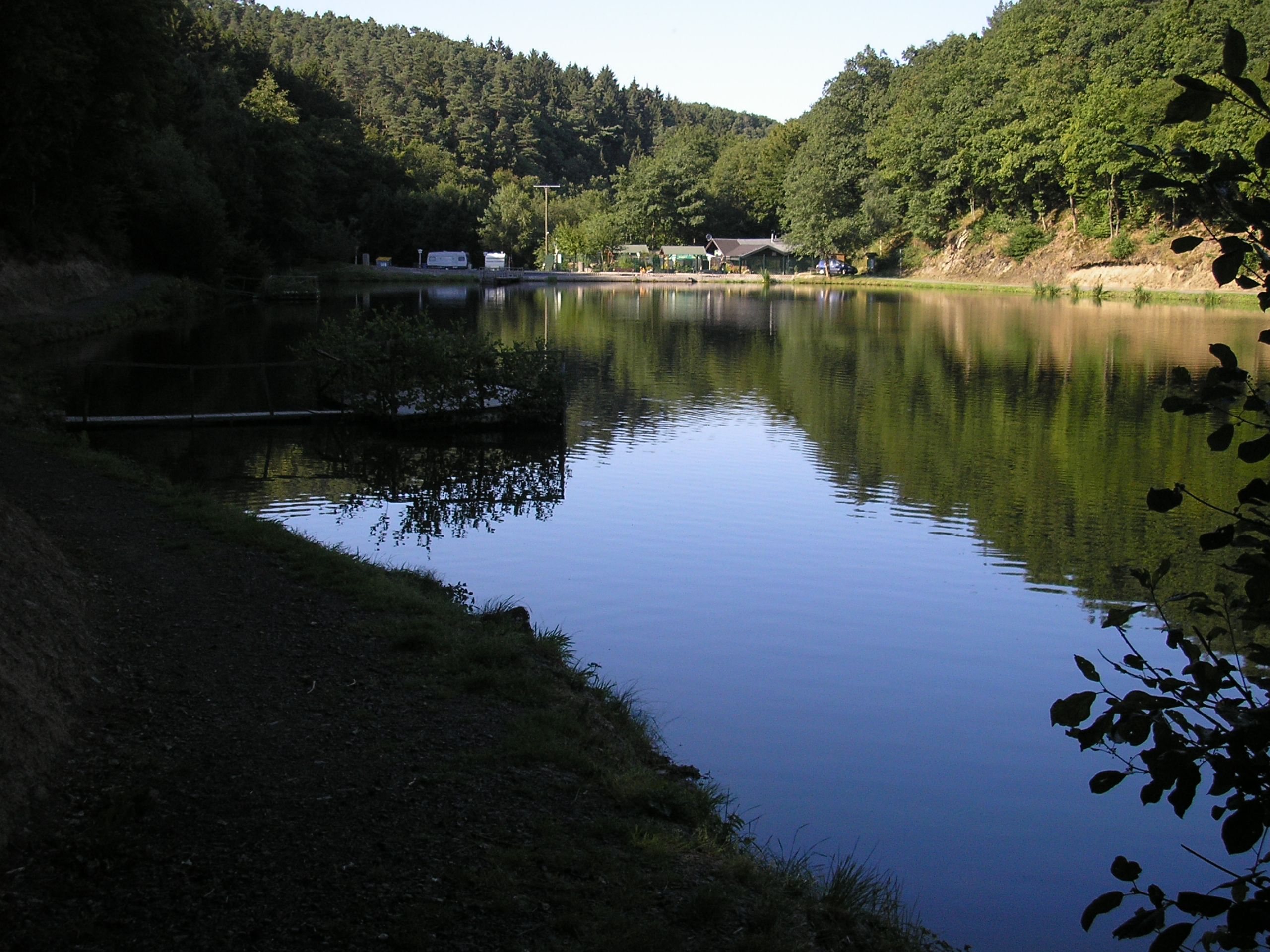